# Шманько Георгій Іванович
Георгій Іванович Шманько (нар. 9 червня 1927, село Копинівці, тепер Мукачівського району Закарпатської області — ?) — український історик та радянський діяч, секретар Закарпатського обласного комітету КПУ. Кандидат історичних наук (1969), доктор історичних наук (1983), професор.

## Біографія
Член ВКП(б).
З 1948 року перебував на партійній роботі.
У 1954 році закінчив історичний факультет Ужгородського державного університету.
У 1960 році закінчив Вищу партійну школу при ЦК КПРС у Москві.
У 1960—1962 роках — 1-й секретар Перечинського районного комітету КПУ Закарпатської області.
У 1962—1965 роках — секретар партійного комітету Перечинського виробничого управління Закарпатської області.
З січня 1965 року — 1-й секретар Ужгородського районного комітету КПУ Закарпатської області.
У 1969 році захистив кандидатську дисертацію «Боротьба Угорської соціалістичної партії за відтворення комсомолу та залучення молоді до будівництву соціалізму в Угорщині (1956—1960)»
31 жовтня 1969 — 20 вересня 1975 року — секретар Закарпатського обласного комітету КПУ з питань ідеології.
У 1975—1978 роках — завідувач Ужгородського відділення Інституту історії Академії наук УРСР.
З 1978 року — в Інституті соціальних і економічних проблем зарубіжних країн Академії наук УРСР.
Потім — на пенсії в місті Ужгороді.

## Основні праці
- Молодь нової Угорщини. Київ, 1967.
- Рабочий класс народной Венгрии. Киев, 1982.
- Дружба между людьми — дружба между народами. Ужгород, 1984.